# Сова Дмитро Павлович
Дмитро Павлович Сова́ (9 липня 1983, Прилуки, Чернігівська область) — український актор театру, кіно та дубляжу.

## Біографія
Народився 9 липня 1983 року в місті Прилуки Чернігівської області. У його родині не було професійних артистів. Батько, Павло Петрович Сова, та мати, Наталія Григорівна, мають технічну освіту, були гарними спортсменами. Однак у домі завжди панувала творча атмосфера: батько у вільний час пише вірші, гуморески, поеми; мати — створює кулінарні шедеври; бабуся Дмитра гарно співала, а дідусь мав неабиякий талант спілкування — завжди був душею компанії. Має брата на ім'я Петро, який також є актором театру, кіно та дубляжу.
У дитинстві Дмитро разом зі старшим братом Петром Совою займався в дитячому музичному театрі під керівництвом Тетяни Михайлівни Погребняк. Закінчивши школу № 14 у 2000 році, він вступив до Київського національного університету театру, кіно і телебачення імені Івана Карпенка-Карого, де навчався в майстерні Бориса Петровича Ставицького та Тараса Володимировича Денисенка.
Одразу після закінчення університету став актором театру «Вільна сцена» — експериментальної студійної сцени під керівництвом Дмитра Богомазова. З 2005 року почав зніматися в кіно. Дебют актора — роль у серіалі «Сестри по крові».
Дмитро Сова знявся в більш ніж 70 стрічках: «Я з тобою», «За законами воєнного часу», «Офіцерські дружини», «Острів непотрібних людей», «Гречанка», «Сувенір з Одеси», «Село на мільйон», «Папараці», «Катерина», «Свати-3», «Свій чужий син», «Покоївка», «Секрет майя», «Фото на недобру згадку», «Мереживо долі» та інших. Також він зіграв в історичній драмі Януша Заорського «Польська сибіріада».
Актор має численні роботи з дубляжу українською та російською мовами. Зокрема, кіноперсонажі актора Джейка Джилленгола (англ. Jake Gyllenhaal) в дубльованому перекладі на українську розмовляють саме голосом Дмитра Сови.
З березня 2017 року Дмитра Сову можна побачити у виставі за мотивами бестселера Гаріка Корогодського «Як витратити мільйон, якого немає» режисера Ігоря Тихомирова.
28 серпня 2021 року одружився з акторкою Дар'єю Легейдою.
‎На початку повномасштабного вторгнення доєднався до лав ЗСУ.

## Цікаві факти
- Дмитро займався кікбоксингом та боксом, захоплюється верховою їздою, вейкбордингом та катанням на роликових ковзанах.
- Для фільму «Секрет майя» актор виконав пісню, що увійшла до саундтреку фільму.
- Актор виступав як каскадер у фільмі «Тарас Бульба»[4].

## Фільмографія
| Рік  | Фільм                           | Роль                                                                |
| ---- | ------------------------------- | ------------------------------------------------------------------- |
| 2005 | Сестри по крові                 | епізод                                                              |
| 2006 | Повернення Мухтара-3            | Колян                                                               |
| 2006 | П'ять хвилин до метро           | епізод                                                              |
| 2007 | Нерозумна зірка                 | Алік                                                                |
| 2007 | The Debt \| החוב                |                                                                     |
| 2007 | Смерть шпигунам!                | епізод                                                              |
| 2009 | 1941                            | поліцай                                                             |
| 2009 | Осінні квіти                    | співробітник НКВС                                                   |
| 2009 | За законом                      | Філіп Кошевий                                                       |
| 2009 | Правила угону                   | Лосяш                                                               |
| 2009 | Свати-3                         | син Мітяя                                                           |
| 2010 | Антиснайпер. Постріл з минулого | Саша Данілов                                                        |
| 2010 | Антиснайпер. Новий рівень       | Саша Данілов                                                        |
| 2011 | Справа була на Кубані           | Олег П'ятибрат                                                      |
| 2011 | День 7305                       |                                                                     |
| 2011 | Острів непотрібних людей        | Василь, син Жукових                                                 |
| 2012 | Польська сибіріада              | Пашка Седих                                                         |
| 2012 | Правила життя                   | лейтенант Сова                                                      |
| 2012 | Пристрасті за Чапаєм            | Ігнатенко                                                           |
| 2013 | Подвійне життя                  | Федір                                                               |
| 2013 | Жіночий лікар-2                 | Віктор Ковальчук                                                    |
| 2014 | Гречанка                        | Микола                                                              |
| 2014 | Дім з ліліями                   | Стас                                                                |
| 2014 | Так далеко, так близько         | Микола                                                              |
| 2014 | Трюкач                          | Микола Денисюк                                                      |
| 2015 | Офіцерські дружини              | Льоня Клочко                                                        |
| 2015 | За законами воєнного часу       | Соловйов                                                            |
| 2015 | Дім на краю планети             |                                                                     |
| 2016 | Катерина                        | Микола Романенко                                                    |
| 2016 | Вчора. Сьогодні. Назавжди       | Діма                                                                |
| 2016 | Нитки долі                      | Слава                                                               |
| 2016 | Папараці                        | Артем Соболев                                                       |
| 2016 | Провідниця                      | Роман                                                               |
| 2016 | Свій чужий син                  | Роман Громов                                                        |
| 2016 | Село на мільйон                 | Дмитро                                                              |
| 2016 | Фото на недобру згадку          | Коля                                                                |
| 2016 | Я з тобою                       | Олексій Кононенко                                                   |
| 2017 | Коротке слово «ні»              | Тимоха                                                              |
| 2017 | Дочки-мачухи                    | Антон                                                               |
| 2017 | Специ                           | Гончарук                                                            |
| 2017 | Що робить твоя дружина?         | Володимир Третяков                                                  |
| 2018 | Одна на двох                    | Петро                                                               |
| 2018 | Секрет майя                     | Ігор                                                                |
| 2018 | Сувенір з Одеси                 | Василь Тищенко                                                      |
| 2018 | Кохання під мікроскопом         | Паша                                                                |
| 2018 | Краще за всіх                   | Андрій                                                              |
| 2018 | Повернення до себе              | Андрій                                                              |
| 2018 | Покохай мене такою              | Олексій                                                             |
| 2018 | Побачити океан                  |                                                                     |
| 2018 | Віддай мою мрію                 |                                                                     |
| 2018 | Дві матері                      | Денис                                                               |
| 2019 | У минулого в боргу!             | Костя                                                               |
| 2019 | Інша                            | епізод                                                              |
| 2019 | Референт                        | Андрій                                                              |
| 2019 | Компаньйонка                    |                                                                     |
| 2019 | Порушуючи правила               |                                                                     |
| 2019 | Біля причалу                    | Ігор                                                                |
| 2019 | Чуже життя                      | Ігор                                                                |
| 2019 | U311 «Черкаси»                  | Лев                                                                 |
| 2020 | Карпатський рейнджер            |                                                                     |
| 2020 | Довга дорога до щастя           | слідчий                                                             |
| 2020 | Відплата                        |                                                                     |
| 2020 | Виходьте без дзвінка-3          |                                                                     |
| 2020 | Плаття з Маргариток             |                                                                     |
| 2021 | Кейс                            |                                                                     |
| 2022 | Морська поліція. Чорноморськ    | Дмитро Петрович Мельниченко, капітан морської поліції; головна роль |
| 2025 | Песики                          | сусід Паша Коваль                                                   |

## Нагороди й номінації
| Рік                                   | Категорія                            | Робота  | Результат |
| ------------------------------------- | ------------------------------------ | ------- | --------- |
| Національна кінопремія «Золота дзиґа» |                                      |         |           |
| 2021                                  | Найкраща чоловіча роль другого плану | Черкаси | Номінація |